# 四狂神戰記II
《四狂神戰記II》是1995年電子遊戲，由Neverland開發，太東（日本）、Natsume（北美）、任天堂（歐洲）發行，對應超級任天堂平臺。遊戲是四狂神戰記系列的第二作，爲系列首作《四狂神戰記》的前傳，講述前作主人公祖先馬克西姆故事。
遊戲在日本售出6萬套，並獲日本雜誌《Fami通》30/40分之評分。任天堂DS重製版《四狂神戰記》於2010年發行，改爲動作角色扮演遊戲系統。